# Közi Horváth József
Közi Horváth József (Agyagos, 1903. szeptember 25. – Oberhaching, NSZK, 1988. május 26.) római katolikus lelkipásztor, országgyűlési képviselő a két világháború között, majd 1949-től az emigráció egyik szervezője.

## Életútja

### Ifjúkora és közszereplővé válása
Agyagoson született, szegény sorsú földműves házaspár fiaként. Családja 1914-ben költözött Magyaróvárra, részben azért, hogy a fiút taníttathassák; végül a piarista gimnáziumba íratták. A papi hivatás iránti elhivatottsága korán megérett benne, így a hatodik osztály elvégzése után jelentkezett is a győri Püspöki Papnevelő Intézetbe. A felvétel elnyerése után a győri bencés gimnáziumban tanult tovább és ott érettségizett, 1922-ben. Ezt követően a budapesti Királyi Magyar Pázmány Péter Tudományegyetem Hittudományi Karára jelentkezett. 1927-ben pappá szentelték, 1929-ben pedig az egyetemen teológiai doktori címet szerzett.
Lelkipásztori szolgálatát Magyaróváron kezdte, aztán Sopronba került, a Szent Imre Kollégium tanulmányi felügyelőjének. 1931-ben Fetser Antal győri püspök prefektussá nevezte ki. Aktív közéleti szereplőként végezte hivatását, keresztényszocialista elköteleződésében Giesswein Sándort követte és újjászervezte az 1898-ban alapított Győri és Győrvidéki Keresztény Szociális Egyesületet. Beválasztották a város törvényhatósági bizottságába is. Bekerült a Magyar Népművelők Társaságának igazgatóságába. 
1935-ben Serédi Jusztinián esztergomi érsek, hercegprímás az Actio Catholica magyarországi szervezetének titkárává nevezte ki. Titkárként körutakat szervezve járta be az országot. Kiadta XI. Piusz pápa három enciklikáját, köztük a korszakalkotó Quadragesimo anno kezdető szociális körlevelet. A fordításokon túl számos munkát készített ő maga is. Szentbeszédei közül egyesek a rádióban is elhangzottak. Részt vett a bécsi, salzburgi, párizsi és a római szociális kongresszusokon. 1938-ban egyik szervezője volt a Szent István jubileumi évnek és a budapesti eucharisztikus világkongresszusnak. 1939-ben országgyűlési képviselővé választották a győri kerületből az Egyesült Keresztény Párt színeiben. 1941-ben XI. Piusz pápai kamarássá nevezte ki.
A német megszállás után március 22-én az Országgyűlésben egyedül ő emelte föl szavát az elkövetett törvénytelenségek ellen. 1944. november 4-én Szálasi Ferenc parlamenti eskütételének napján ismét beszéddel támadta a fölálló rendszert.

### Az emigrációban
A második világháború után, a demokratikus útkeresés, a koalíciós időszakban kezdetben reménnyel tekintett a felálló új rendre. Majd hamarosan – mint a Horthy-korszakban is pozícióban lévő és aktív közéleti szereplő – bujkálnia kellett, és 1948-ban elhagyta az országot. Az emigrációban folytatta a Magyarországon elkezdett munkát. Párizsban megalapította a Magyar Keresztény Népmozgalmat, amely szervezet bázisát a Demokrata Néppárt emigráns politikusai jelentették (Babóthy Ferenc, Barankovics István, Belső Gyula, Eszterhás György, Kovács K. Zoltán, Mézes Miklós, Pethe Ferenc, Varga László, Villányi Miklós. Czupy Bálint pedig a kisgazdák részéről.) Aktív szerepet vállalt a Magyar Nemzeti Bizottmány tevékenységében. 1950-es években sorra látogatta a nyugat-európai magyar menekült kolóniákat. A népmozgalom elnökeként a Kereszténydemokrata Pártok Uniójának kongresszusain is részt vett, valamint megválasztották az emigránsok alkotta Középeurópai Keresztény Demokrata Unió elnökének. 
Az 1956-os forradalom leverése után minden lehetőséget megragadott, hogy felhívja a figyelmet a szovjetek törvénytelen és brutális beavatkozására, de miután próbálkozásai nem jártak sikerrel, elfordult a nemzetközi politikától, és egészen a lelkipásztorkodásnak szentelte figyelmét. Ismét diákok nevelésével, valamint a hazájuktól elszakadt magyarok azonosságtudatának megőrzésével foglalkozott, papi és írói tevékenységében egyaránt. 1965-től a müncheni Szent Rita Otthon lelkészeként dolgozott. 
Élete végén a XX. század neves magyar főpapjairól írt visszaemlékezéseket és tanulmányokat, mint Apor Vilmos, Mindszenty József és Serédi Jusztinián. A rendszerváltás hajnalán hunyt el, 1988 májusában. Hamvait 1992-ben hozták Magyarországra. Végrendelete szerint Agyagosszergényben helyezték végső nyugalomra.

## Művei
- Alexovics Vazul, a legnagyobb pálos szónok : 1742-1796. Győr, 1930
- A mocsoktalan házasság : XI. Pius pápa "Casti connubii..." kezdetű körleveléről. Budapest, 1935
- Proletárok megváltása : XI. Pius pápa "Quadragesimo anno ..." kezdetű körleveléről. Budapest, 1936
- Korunk legnagyobb veszedelme.  Budapest, 1936
- Nemzetiszínű pogányság.  Budapest, 1937
- Örök vezérünk: Szent István. Budapest, 1939
- XXIII. János szociális tanítása : mater et magistra. München, 1962
- Apor püspök élete és halála. München, 1977
- Rafinált vallásüldözés Magyarországon. München, 1980
- Mindszenty bíboros. München, 1980
- Magyarság és kereszténység ötvenhatban / Közi Horváth József. Megjelenés:  München : Nemzetőr, 1981
- XI. Ince pápa szerepe a török kiűzésében / Közi Horváth József. Megjelenés:  München : Szerző, 1986 München : Danubia Druck
- Mindszenty bíboros; Magyarországi Mindszenty Alapítvány, Budapest, 2002
- Válogatás röpirataiból I. / A mocsoktalan házasság. XI. Pius pápa "Casti connubii..." kezdetű körleveléről / Nemzetiszínű pogányság / Magyarország és Nyugateurópa politikai kapcsolatai; Közi Horváth József Népfőiskola, Agyagosszergény, 2013
- Nemzeti, keresztény és szociális. Országgyűlési beszédek I., 1939; szerk. Szalai Viktor; Közi Horváth József Népfőiskola, Agyagosszergény, 2014
- Válogatás röpirataiból II., 1-3.; Közi Horváth József Népfőiskola, Agyagosszergény, 2016
  - 1. Korunk legnagyobb veszedelme
  - 2. Rafinált vallásüldözés Magyarországon
  - 3. Magyarság és kereszténység ötvenhatban
- Apor püspök élete és halála; szerk. Szalai Istvánné, Szalai Viktor; Közi Horváth József Népfőiskola, Agyagosszergény, 2017.
- Hittel és felelősséggel. Gondolatok egy pap-politikus-író tollából; szerk. Soós Viktor Attila, Szalai Viktor; Közi Horváth József Népfőiskola, Agyagosszergény, 2020
- Serédi Jusztinián. Életrajz és kortörténet; szerk. Klestenicz Tibor, Petrás Éva, Soós Viktor Attila; Közi Horváth József Népfőiskola, Agyagosszergény, 2021
- Országgyűlési beszédek, 1939–1944. Nemzeti, keresztény és szociális; Közi Horváth József Népfőiskola, Agyagosszergény, 2022